# The Followers of Rupert
The Followers of Rupert (vertaling: 'De volgers van Bruintje Beer') is een organisatie, opgericht in 1983, om het personage 'Rupert Bear' (Bruintje Beer in Nederland) en alles daaromheen te promoten, in stand te houden en fans te verenigen. 
De groep is genoemd naar de oude slogan die de krant The Daily Express gebruikte om de stripreeks te promoten in krantadvertenties en posters. De tekst van de slogan was 'Follow Rupert in the Daily Express every morning' (vertaling: Volg Rupert elke ochtend in de Daily Express). De organisatie noemen zich daarom de volgers van Rupert omdat ze volgens hen gehoor geven aan de oproep vanuit de krant.

## Historie
De organisatie werd opgericht in 1983 toen de populariteit van het personage in Engeland weer opbloeide na Paul McCartney's film Rupert and the Frog Song waarin Bruintje Beer de hoofdrol speelt. In de jaren '30 werd er al een officiële fanclub voor Bruintje Beer opgericht vanuit de Daily Express, The Rupert League, die door de krant midden jaren '50 werd opgeheven. In 1983 werd er een nieuwe fanclub opgericht met goedkeuring van de krant en haar uitgevers. De club werkt tegenwoordig nauw samen met ClassicMedia, die de beheerrechten namens de Express Newspapers beheert. De organisatie bemoeit zich gevraagd en ongevraagd met de toekomst van het personage.
De organisatie is een ledenclub voor volwassenen. In het verleden bestond er ook een aparte jeugdafdeling. Vanwege de dalende bekendheid en populariteit van het personage sinds de jaren 2010, is vanwege een ledenterugloop de jongerenafdeling opgeheven. Bekende (ere)leden van de organisatie zijn o.a. Paul McCartney en tot zijn overlijden Terry Jones. Ook Rupert tekenaar Alfred Bestall was jarenlang enthousiast lid, tevens als huidig tekenaar Stuart Trotter.